# Gieorgij Karpow (1890–1947)
Gieorgij Iwanowicz Karpow (ros. Георгий Иванович Карпов, ur. 9 grudnia 1890 we wsi Karaiwanka w guberni saratowskiej, zm. 31 marca 1947 w Aszchabadzie) – działacz państwowy Turkmeńskiej SRR, historyk, agronom.

## Życiorys
W latach 1912–1918 służył w rosyjskiej armii, 1918-1919 był członkiem Czerwonej Gwardii, pracownikiem artelu rolnego i zastępcą komisarza w rodzinnej wsi, następnie kierował gminnym oddziałem edukacji narodowej w rodzinnej wsi, wchodził w skład prezydium komitetu biedoty, był sekretarzem i przewodniczącym komitetu wykonawczego rady gminnej. Do września 1920 pracował w komitecie wykonawczym rady powiatowej w Carycynie jako sekretarz, kierownik wydziału i zastępca przewodniczącego, od 1920 należał do RKP(b), 1920-1921 kierował Centralnym Zarządem Obozów Koncentracyjnych NKWD Turkiestańskiej ASRR, od 1921 Wydziałem Informacyjno-Instruktorskim NKWD Turkiestańskiej ASRR, potem wydziałem Zarządu NKWD Turkiestańskiej ASRR. W 1922 był sekretarzem komórki Komunistycznej Partii (bolszewików) Turkiestanu NKWD Turkiestańskiej ASRR i przewodniczącym Turkiestańskiej Centralnej Komisji Amnestyjnej, od października 1922 przewodniczącym Komitetu Wykonawczego Turkmeńskiej Rady Obwodowej, później szefem wydziału i zastępcą przewodniczącego tego komitetu, następnie do marca 1924 zastępcą ludowego komisarza spraw wewnętrznych Turkiestańskiej ASRR, a od marca do listopada 1924 ponownie zastępcą przewodniczącego Komitetu Wykonawczego Turkmeńskiej Rady Obwodowej. Od 5 listopada 1924 do 15 lutego 1925 wchodził w skład Komitetu Rewolucyjnego Turkmeńskiej SRR, był zastępcą kierownika jego Wydziału Administracyjnego, od lutego 1925 do października 1926 zastępcą ludowego komisarza spraw wewnętrznych Turkmeńskiej SRR, od października 1926 do maja 1929 sekretarzem Centralnego Komitetu Wykonawczego (CIK) Turkmeńskiej SRR, jednocześnie 1927 przewodniczącym Komisji Historyczno-Krajoznawczej przy CIK Turkmeńskiej SRR, 1927-1932 dyrektorem Instytutu Kultury Turkmeńskiej i 1928-1929 redaktorem naczelnym pisma "Turkmeńska Kultura". Od września 1932 do 1933 był docentem katedry nauk społeczno-politycznych Turkmeńskiego Instytutu Agro-Bawełnianego w Baýramaly, 1933-1934 dyrektorem tego instytutu, 1934-1936 dyrektorem Turkmeńskiego Państwowego Instytutu Naukowo-Badawczego przy Ludowym Komisariacie Oświaty Turkmeńskiej SRR, od maja 1936 do sierpnia 1937 dyrektorem Państwowego Instytutu Historii Turkmenistanu, a od sierpnia 1937 do marca 1938 p.o. sekretarza CIK Turkmeńskiej SRR. 
22 marca 1938 został aresztowany podczas wielkiej czystki, 22 grudnia 1938 zwolniony, potem powrócił na stanowisko dyrektora Państwowego Instytut Historii Turkmenistanu, od kwietnia do lipca 1941 był dyrektorem Instytutu Historii, Języka i Literatury przy Turkmeńskiej Filii Akademii Nauk ZSRR, od lipca 1941 do kwietnia 1944 wiceprezydentem tej filii (1942 otrzymał tytuł kandydata nauk historycznych) i jednocześnie 1941-1947 kierownikiem wydziału Instytutu Historii, Języka i Literatury przy Turkmeńskiej Filii Akademii Nauk ZSRR.

## Odznaczenia
- Zasłużony Działacz Nauki Turkmeńskiej SRR (1944)
- Order Czerwonego Sztandaru Pracy
- Order „Znak Honoru”